# Thủy điện Đăk Rô
Thủy điện Đăk Rô là thủy điện xây dựng tại xã Đăk Rơ Nga, huyện Đăk Tô, tỉnh Kon Tum, Việt Nam.
Thủy điện Đăk Rô có công suất lắp máy 24 MW, hai tổ máy cung cấp sản lượng điện trung bình 100 triệu kWh/năm, khởi công tháng 6/2018, dự kiến hoàn thành tháng 11/2019, thời điểm tháng 8/2019 vẫn đang thi công dở dang.
Thủy điện Đăk Rô nằm trên sông Đăk Rô. Việc xây dựng nhà máy sẽ tạo ra hồ chứa có dung tích 3,5 triệu m³. Thủy điện Đăk Rô góp phần điều tiết dòng chảy về hạ du.